# Kotosh

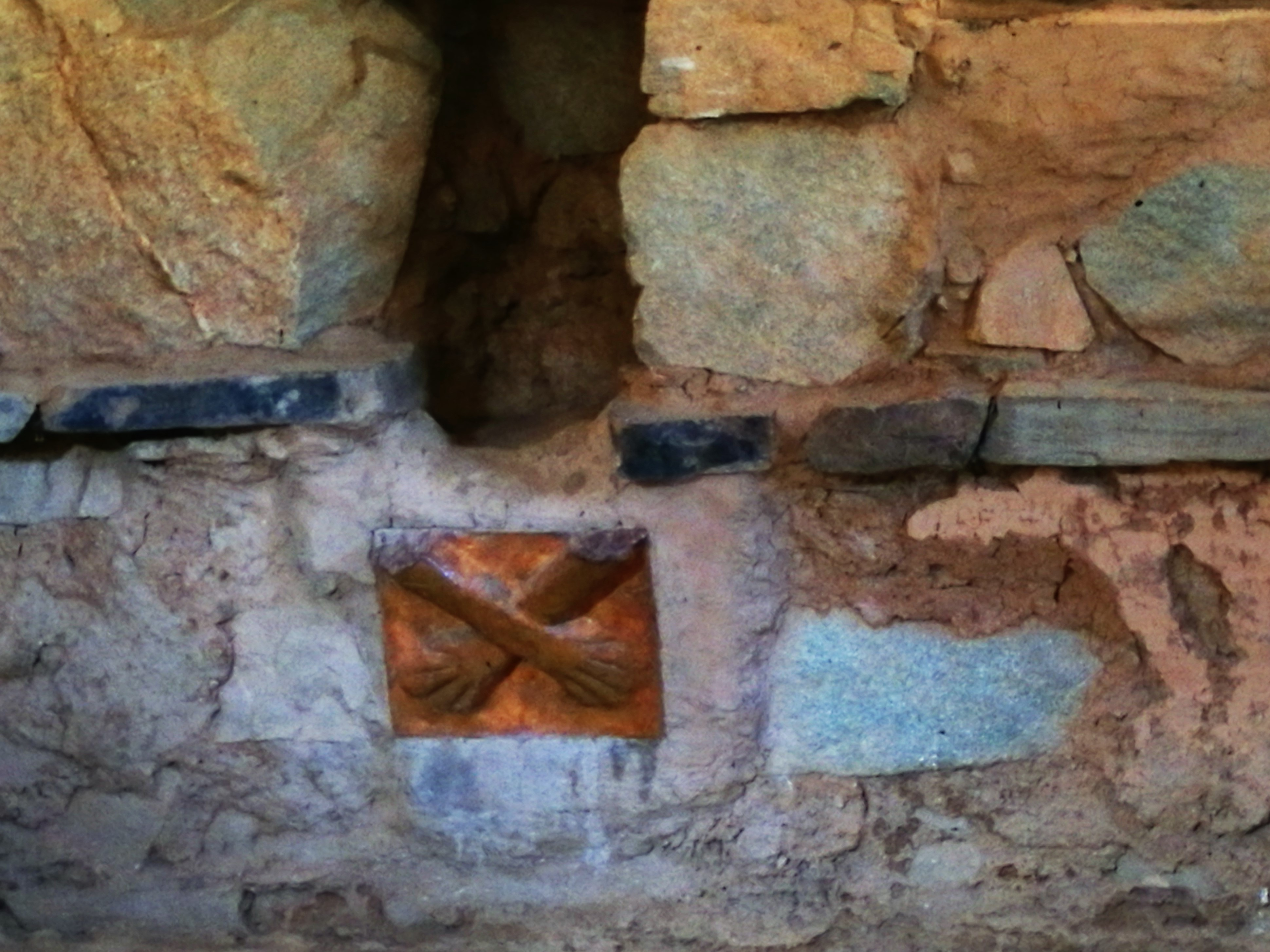
Ornament der gekreuzten Hände im Tempel von Kotosh

Kotosh ist eine archäologische Stätte in den peruanischen Anden. Sie liegt 5 km außerhalb der Stadt Huánuco. Die Tempelanlage entstand 2000 v. Chr. und wird mit ihren charakteristischen Merkmalen zur Kotosh-Mito-Phase gezählt. Durch die vorteilhafte Lage zwischen der im Westen gelegenen Pazifikküste und der im Osten gelegenen Selva war vermutlich der Handel der jeweils spezifischen Produkte in die entsprechend andere Richtung von Bedeutung.

## Templo de las Manos Cruzadas
Unter dem bedeutendsten Tempel der Anlage befanden sich zwei Reliefs aus ungebranntem Ton, die jeweils übereinander gekreuzte Hände darstellen. Sie zählen zu den ältesten Werken andiner Kunst. In der einen Ausführung ist die linke, in der anderen die rechte Hand im Vordergrund. Größenunterschiede lassen entsprechend auf Frauen- bzw. Männerhände schließen. Vor Ort, in die Wand eingelassen, sind heute Repliken. Das Original der Frauenhände befindet sich im Museo Nacional de Arqueología Antropología e Historia del Perú. Bedauerlicherweise wurde das Relief der Männerhände zerstört, ein detaillierter Abguss kann im Museo Regional Leoncio Prado de Huánuco besichtigt werden. Die Funde gehen auf den japanischen Anthropologen Izumi Seiichi (1915–1970) zurück, der ausgiebig in dieser Stelle forschte.
Der Tempel hat einen nahezu quadratischen Grundriss und verfügt über einen Eingang. Im Zentrum des Innenraums befindet sich eine Vertiefung, in der zu rituellen Zwecken Pflanzen verbrannt wurden.